# Болховитиновы
Болховитиновы — древний русский дворянский род восходящий к XVII веку.
Род этой фамилии берёт своё начало от прямых потомков Степана Болховитинова, Артемия Степановича (скончался в 1678 году) и Феодосия Степановича, испомещенных в 1660—1661 годах населёнными имениями Коротоякском уезде Воронежской губернии Российской империи.
Потомки внуков Феодосия Степановича Болховитинова (Гавриила Степановича, Андрея Степановича и Родиона Марковича Болховитиновых) были внесены Воронежским дворянским депутатским собранием в VI часть дворянской родословной книги Воронежской губернии Российской империи. Однако, за недостаточностью представленных ей доказательств, Герольдия Правительствующего Сената отказалась утвердить род Болховитиновых в древнем (столбовом) дворянстве.

## Известные представители
- Болховитинов, Леонид Митрофанович (1871—1925) — генерал-лейтенант, генерал-квартирмейстер Кавказской армии.